# رياض شير علي
رياض حمزة شير علي (1922 - 1976) كاتب وصحفي وشاعر عراقي. ولد في النجف ونشأ بها، ودرس في مدارسها الحكومية. أصدر جريدة «الحوزة» في النجف سنة 1957، وكانت دينية وانتقادية، ثم أغلقت بعد مدة. وكان كثير الإنتاج والنشر، وله جولات صحفية لعدد من بلدان الخليج والشرق الأوسط. هاجر إلى الأردن سنة 1969 عاملًا في دور النشر. له مجموعات شعرية وقصصية ومؤلفات عديدة في موضوعات مختلفة.

## سيرته
ولد رياض بن حمزة بن حمادي آل شير علي العامري سنة 1340 هـ/ 1922 م في النجف ونشأ ودرس بها. مارس الكتابة‌ والسياسة منذ عهد مبكر، وأصدر مجلة «الصحيفة» في بغداد، و«الحوزة» في النجف، وصدر العدد الأول منها يوم 28 ديسمبر 1957 وكانت دينية وانتقادية ثم أغلفت بعد مدة. كان له موقف معاد للشيوعيين والشعوبيين فاعتقل في سجن نقرة السلمان ثم نفي إلى الشمال لمواقفه السياسية. هاجر إلى الأردن سنة 1969 عاملًا في دور النشر ومعلقًا سياسيًا في إذاعة عمّان. كان كثير التجوال خارج العراق وقد دوّن جولاته في كتب عدة.

توفي سنة 1394 هـ/ 1976 م في عمّان بالأردن.

## أدبه
كان كاتبًا قصصيًا وله مسرحيتان وثلاثة دواوين مطبوعة. جاء في معجم البابطين عن شاعريته «يحفل شعره بالموسيقى الراقصة، وتكثر فيه المقطعات، عبارته رشيقة، وطابع المداعبة غالب عليها، وفي غزله يجمع بين المأثور من أوصاف الجمال الأنثوي، والجديد في أساليب التعبير عنه.»  ومن شعره:

## آثاره
من دواوينه الشعرية:
- «شعر من النجف»، المكتب التجاري، بيروت، 1969 [4]
- «شعر من الفرات»
- «شعر من الحويش»
- «شعر من وادي الغري»، عمّان [5]
- «5 حزيران»، المكتب التجاري، بيروت، 1967

من قصصه ومسرحياته:
- «الأعور الدجال»، مطبعة الخير، بغداد، 1955 [6]
- «زواج في العراق»
- «قصة رياض»، جزآن
- «مأساة أخوين من اللاجئين»، مسرحية
- «إلى.. في.. من»، مسرحية
- «حجارة من سجيل»

له من أدب المعارضة السياسية
- «نفاق الرفاق»، 1959
- «بطانة حسن الركاع»، 1960

وله أيضًا:
- «فلسفة اللغة العربية» [7]
- «بطانة حسن الرگاع»
- نفاق الرفاق
- واو الجماعة
- جولة صحفية في الكويت
- جولة صحفية في إيران
- ريبورتاج الشعائر الحسينية